# Crayon Shin-chan: Bakumori! Kung-Fu Boys - Rāmen tairan
Série
Crayon Shin-chan: Shūrai! Uchūjin shiriri
(2017) Crayon Shin-chan: Shinkon ryokō harikēn - Ushinawareta hiroshi
(2019)
Pour plus de détails, voir Fiche technique et Distribution.
Crayon Shin-chan: Bakumori! Kung-Fu Boys - Rāmen tairan (映画クレヨンしんちゃん 爆盛！カンフーボーイズ ～拉麺大乱～, Kureyon Shinchan: Bakumori! Kanfū Bōizu ~Rāmen tairan~) est un film d'animation japonais réalisé par Wataru Takahashi, sorti le 13 avril 2018 au Japon.
Il s'agit du 26e film tiré du manga Crayon Shin-chan. Le réalisateur Wataru Takahashi a également réalisé le 22e film Crayon Shin-chan: Intense Battle! Robo Dad Strikes Back (en) et le 24e Crayon Shin-chan: Fast Asleep! The Great Assault on Dreamy World! (en). Le scénario est écrit par Kimiko Ueno qui a également signé celui du 23e film Crayon Shin-chan: My Moving Story! Cactus Large Attack! (en),,,,,,.

## Synopsis
Shinnosuke Nohara participe à un défi de kung-fu dans le chinatown de Kasukabe, surnommée la « ville Aiyā » (アイヤータウン). Il est aidé pour cela de la Force de défense de Kasukabe,,.

## Distribution
- Akiko Yajima : Shinnosuke Nohara
- Miki Narahashi (en) : Misae Nohara
- Toshiyuki Morikawa : Hiroshi Nohara [note 1]
- Satomi Kōrogi (en) : Himawari Nohara
- Mari Mashiba (en) : Toru Kazama et Shiro
- Tamao Hayashi : Nene Sakurada
- Teiyū Ichiryūsai (en) : Masao Satou
- Chie Satō (en) : Bo-chan
- Daisuke Sakaguchi : Yoshirin
- Makiko Ohmoto : Micchi

### Invités particuliers
- Tsutomu Sekine (en)
- Megumi Han
- Ryōtarō Okiayu (en)
- Yū Mizushima
- Kōsei Hirota (en)
- Mitsuaki Madono (en)
- Anri Katsu
- Miyazon : Miya Zon

## Musique

### Générique de fin
- Xiao Yi Xiao (笑一笑 〜シャオイーシャオ！〜, Smile?)[8]
  - Chanteur : Momoiro Clover Z